# Hermann Knoll (Eishockeyspieler)
Hermann Knoll (* 10. Dezember 1931 in Wien; † 26. März 2015) war ein österreichischer Eishockey- und Hockeyspieler und Eishockeytrainer. Sein Bruder ist Alfred Knoll.

## Karriere
Hermann wuchs in Wien-Hernals, unweit des Feldhockey-Platzes des Post SV Wien, auf. Daher begann er dort auch mit dem Feldhockeysport und wurde mit diesem in den 1950er Jahren mehrfach Österreichischer Meister. International nahm er als Feldhockeyspieler an den Olympischen Sommerspielen 1952 teil. In den 1950er Jahren begann er auch mit dem Eishockeysport beim EK Engelmann Wien, mit dem er 1956 und 1957 den Eishockey-Meistertitel gewann.
1957 entschloss er sich nach der Auflösung des EK Engelmann, nach Kanada zu gehen und reiste per Anhalter nach Bremerhaven. Von dort gelangte er per Schiff nach Montreal, wo er eine Saison lang für eines der Farmteams der Montreal Canadiens spielte.
Nach einem Jahr in Kanada holte in der Klagenfurter AC zurück nach Österreich, wobei er die Schlagschusstechnik aus Kanada mitbrachte. Die im Feldhockey perfektionierte Schusstechnik gepaart mit der in Kanada gelernten Schlagschusstechnik verhalf ihm in der Saison 1960/61 zu 50 Toren und dem Gewinn des Torschützenkönig-Titels. In der Folge spielte beim Wiener Eislauf-Verein, Klagenfurter AC, Villacher SV, EC Kitzbühel und Grazer AK. Einen weiteren Meistertitel gewann er mit dem Klagenfurter AC.
International nahm er an den Olympischen Winterspielen 1956 und 1964 und an insgesamt acht Weltmeisterschaften teil – der A-Weltmeisterschaft 1957, sechs B-Weltmeisterschaften (1962, 1966 und 1967) sowie C-Weltmeisterschaft 1963. Insgesamt absolvierte er 80 Länderspiele für Österreich.
Zuerst war er als Spielertrainer beim EC Kitzbühel, Wiener EV und Grazer AK tätig. Später war er Trainer beim Klagenfurter AC, mit dem er auch als Trainer die Österreichische Meisterschaft holte, bei der U20-Nachwuchsnationalmannschaft und dann beim Villacher SV. Im Jahre 1977 führte Hermann Knoll den EC VSV als Spielertrainer in die Bundesliga, später war er in Kärnten in der Nachwuchsarbeit aktiv. 1980 schaffte er mit dem österreichischen U20-Nationalteam den Aufstieg aus der B- in die A-Weltmeisterschaft. Ein Jahr später folgte der Abstieg in die B-WM unter Knolls Führung.
Im Feldhockey wurde er in die Hall of Fame Österreichs aufgenommen.